# Ranunculus chinghoensis
Ranunculus chinghoensis är en ranunkelväxtart som beskrevs av L. Liou. Ranunculus chinghoensis ingår i släktet ranunkler, och familjen ranunkelväxter. Inga underarter finns listade i Catalogue of Life.